# Ріо-Досі
Ріо-Досі (порт. Rio Doce, дослівно — «солодка річка») — річка Південної Америки, у східній частині Бразилії протікає територією штатів Мінас-Жерайс та Еспіріту-Санту. Впадає в Атлантичний океан та належить до його водного басейну.

## Географія

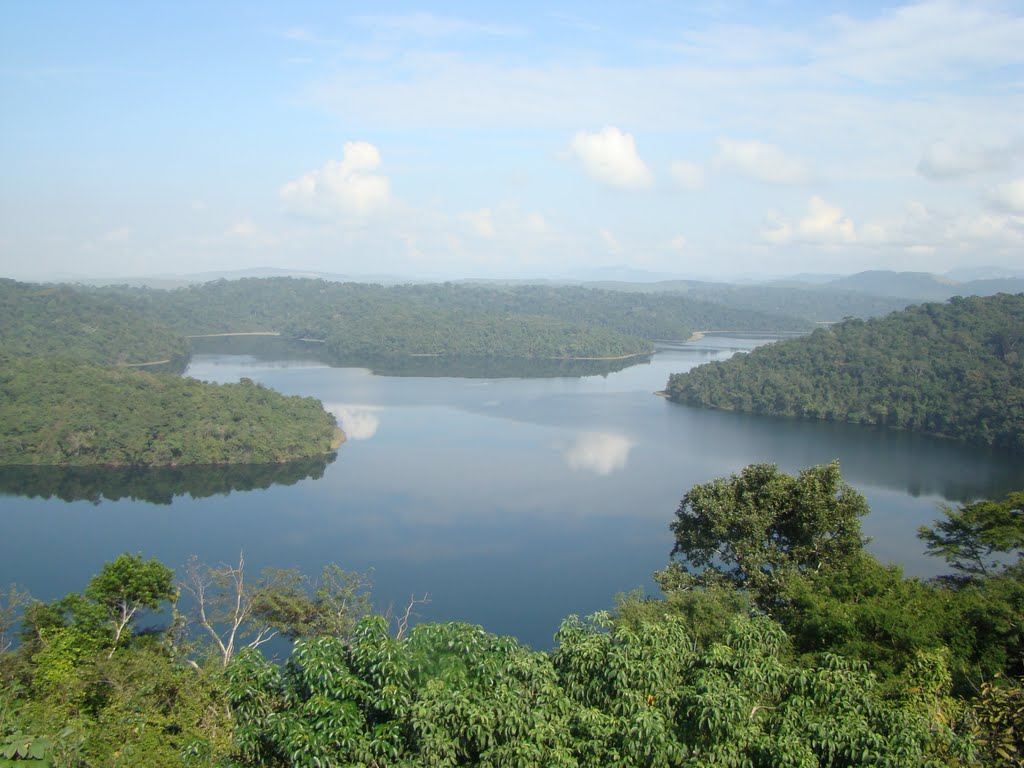
Державний парк Ріо-Досі

Річка починає свій витік у передгір'ї гірського масиву Сьєрра-да-Мантикейра, після злиття річок Ріу-ду-Карму (ліва) та Ріу-Піранга (права) за 4 км на південний-захід від міста Ріо-Досі, та за 15 км на північ — північний-захід від міста Понті-Нова, у південно-східній частині штату Мінас-Жерайс, на висоті 356 м над рівнем моря (20°37′ пд. ш. 42°48′ зх. д. / 20.617° пд. ш. 42.800° зх. д.) і має довжину 580 км. Від витоку річки Ріу-Піранга до гирла — довжина річки становить 853 км і починається вона на висоті 1220 м, за іншими даними — 1255 м, в горах Сьєрра-да-Мантикейра, за 13 км на схід — південний-схід від міста Ресакинья.
Ріо-Досі тече територією штату Мінас-Жерайс, в основному у північно-східному напрямку, поблизу міста Говернадор-Валадаріс виконує широкий, плавний поворот, і тече далі в південно-східному напрямку, перетинає кордон із штатом Еспіріту-Санту, та впадає в Атлантичний океан на околиці села Реґінця Ауґуста, за 38 км на південний схід від міста Линьяріс.
Площа водного басейну становить 83 400 км². Середній похил русла річки від витоку до гирла — 1,43 м/км, перепад висот 1220 м.

### Гідрологія
Спостереження за водним режимом Ріо-Досі проводилось протягом 4-х років (1938–1941) на станції у місті Колатіна, розташованого за 120 км від гирла, впадіння річки в океан. Середньорічна витрата води яка спостерігалася тут за цей період — 810 м³/с, для водного басейну 77 400 км², що становить близько 93% від загальної площі басейну річки. За період спостереження встановлено, що повінь у листопаді — квітні, максимальна — у січні — березні. Живлення річки — переважно дощове. Мінімальний середньомісячний стік за весь період спостереження становив 424 м³/с (у вересні), максимальний середньомісячний стік за весь період спостереження становив — 1 416 м³/с (у січні). Величина прямого стоку в цілому по басейну досягає — 330 міліметрів на рік. За весь період спостереження абсолютний мінімальний місячний стік (абсолютний мінімум) становив 312 м³/с (у вересні 1940 року), абсолютний максимальний місячний стік (абсолютний максимум) становив 1 770 м³/с (у січні 1939 року).

## Притоки
Найбільші притоки річки Ріо-Досі (від витоку до гирла): Ріу-Хопото (права), Ріу-Піранга (273 км, права складова), Ріу-ду-Карму (83 км, ліва складова), Ріу-Каска (162 км, права), Ріу-Матіпу (права), Ріу-Пірасікаба (240 км, ліва), Санто-Антоніо (287 км, ліва), Ріу-Корренте (ліва), Ріу-Ітамбакур (ліва), Ріу-Каратінґа (222 км, права), Ріу-Маньюасу (333 км, права), Ріу-Ґуанду (150 км, права), Сан-Жозе (154 км, ліва).

## Населенні пункти
Найбільші населенні пункти на берегах річки (від витоку до гирла): Піранга, Порту-Фірмі, Гуарасіаба, Понті-Нова, Ріо-Досі, Іпатінга, Іпаба, Накі, Говернадор-Валадаріс, Туміритінга, Галілея, Консельєйру-Пена, Респлендор, Айморес, Колатіна, Линьяріс, Реґінця Ауґуста.